# توني سانتياغو
توني سانتياغو (بالإسبانية: Antonio Santiago Rodríguez)‏ هو صحفي ومؤرخ إسباني، ولد في 9 مارس 1950 في نيويورك في الولايات المتحدة.